# Yahşi Cazibe
Yahşi Cazibe est une série télévisée de type sitcom en 93 épisodes de 90 minutes diffusée du 16 juillet 2010 au 16 juin 2012 sur la chaîne de télévision hertzienne ATV.
Cette série est inédite dans tous les pays francophones.

## Distribution
- Hakan Yılmaz (tr) - Kemal Kükreyen
- Aslıhan Gürbüz (tr) - Cazibe Kükreyen
- Gökçe Özyol (tr) - Barış
- Hande Kâtipoğlu (tr) - Simge
- Sinan Çalışkanoğlu (tr) - Ejder Taşkın
- Şeyla Halis (tr) - Fakriye Taşkın
- Peker Açıkalın (tr) - Peker Pekmez (épisodes 1 à 35)
- Selda Özbek (tr) - Manidar Pekmez (épisodes 1 à 35)
- Tuğçe Kıltaç - Gül
- Sezai Aydın (tr) - Patron Hulusi
- Serhan Arslan (tr) - Erdoğan
- Erdal Türkmen (tr) - Ziverbey
- Belma Canciğer (tr) - Makbule Geçer
- İnci Pars Özgürgün (tr) - Tutkunaz